# Tetřívek douglaskový
Tetřívek douglaskový (Dendragapus obscurus) je pták z čeledi bažantovití, který se vyskytuje v západních částech Severní Ameriky od Aljašky a Yukonu na jih až po Kalifornii. Jedná se o opeřence kryptického zabarvení, i když samci v době námluv mají výrazný oranžovo-červený oční lalok se stejně zbarvenými vzdušnými vaky, na které lákají samice k páření.
Samice klade 7–10 vajec, doba inkubace se pohybuje kolem 18–21 dní. O kuřata se stará pouze samice. Tetřívci se na jaře a v létě živí semínky, ovocem a hmyzem, na podzim a v zimě se jejich potravou stávají borovicové šišky a jehličí. Tetřívci vykonávají sezónní výškovou migraci, avšak na rozdíl od většiny jiných druhů nemigrují v chladných měsících do nižších poloh, ale přesouvají se do výše položených oblastí.

## Taxonomie
Tetřívek douglaskový (Dendragapus obscurus) a příbuzný tetřívek sazový (Dendragapus fuliginosus) byli počátkem 20. století považováni za dva odlišné druhy. Nicméně po zbytek 20. století s nimi bylo nakládáno jako s jedním druhem.
Na základě genetických výzkumů z počátku 21. století však v roce 2006 došlo k vydělení tetřívka sazového do samostatného druhu. Vedle genů se oba druhy od sebe liší i zabarvením opeření, tokem, některými morfologickými znaky i chováním.
Rozeznávají se následující 4 poddruhy:
- D. o. richardsonii	(Douglas, 1829)	– výskyt od jižního Yukon až po Idaho, severozápadní Wyoming a západní Montanu
- D. o. pallidus	Swarth, 1931 – výskyt od jihozápadní Britská Kolumbie po severovýchodní Oregon a západní Wyoming
- D. o. oreinus Behle & Selander, 1951 – výskyt ve východní Nevadě, jižním Idahu a západním Utahu
- D. o. obscurus	(Say, 1822)	– výskyt od Wyomingu po Nové Mexiko a Arizonu

## Popis
Jedná se o velký druh tetřeva o výšce 41–51 cm, což z něj činí jeden z největších druhů mezi severoamerickými tetřevy (větší už je jen tetřívek pelyňkový). Rozpětí křídel tetřívka douglaskového dosahuje 64–71 cm. Váha samců se pohybuje kolem 1,2–1,3 kg, samice váží běžně kolem 0,9 kg, těsně před kladením vajec (nejčastěji duben–květen) jejich váha může dosáhnout až 1,2 kg.
Obě pohlaví jsou si relativně podobné. Jejich šat nevýrazných barev jim pomáhá dobře splynout s okolním prostředím, avšak samci v době hnízdění o sobě dávají vědět hlasitým tokem a oranžovo-červeně zbarveným lalokem nad okem i vzdušné vaky.

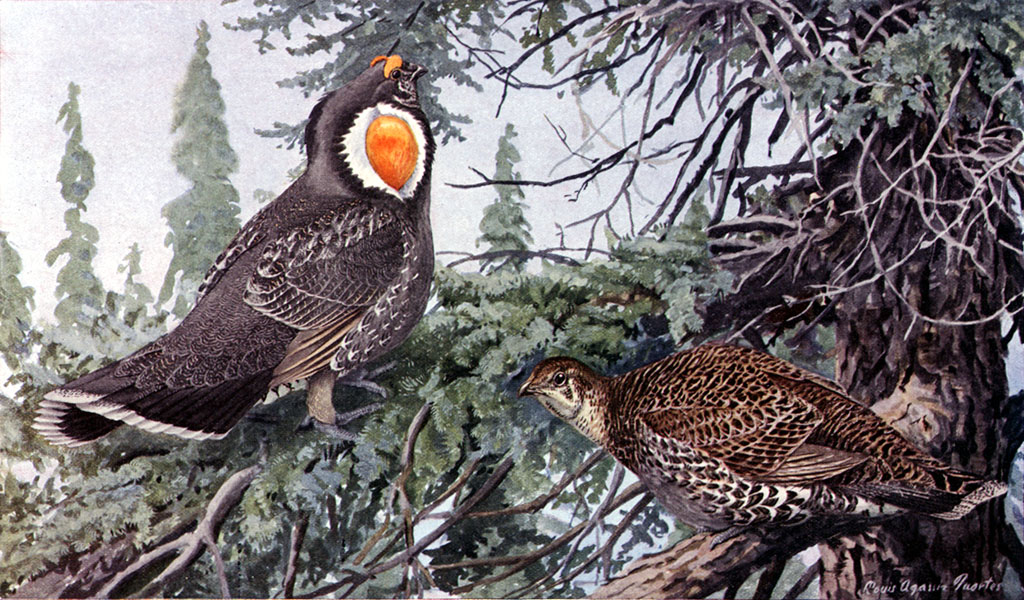
Ilustrace páru tetřívků (samec vlevo)

Šat samců je břidlicově šedé barvy s občasným bílým kropením, opeření samic je převážně šedo-hnědé a taktéž s občasným bílým kropením. Obě pohlaví mají dlouhý ocas, který má při rozevření tvar vějíře. Rýdovací pera jsou dlouhá a tmavá s šedým zakončením, takže při rozevření ocasu vytvářejí celostní okrajový lem, který je výraznější u samců, kteří jej při jarních námluvách často honosně ukazují samicím. Samice mají nad okem menší lalok, který je bledě žlutý. Samci mají taktéž lalok nad okem, avšak u nich je mnohem větší a nabírá žluto-oranžových barev, které se během jarních námluv zbarví až do červena. Samci mají po obou stranách hrudi zhruba ve výšce kořene krku výrazné vzdušné vaky, které v době námluv roztáhnou, peří ustoupí a jasně oranžovo-červené vaky začnou dominovat celému vzevření. Efekt umocňuje bílé peří okolo vaků.

## Biologie a chování

### Rozmnožování

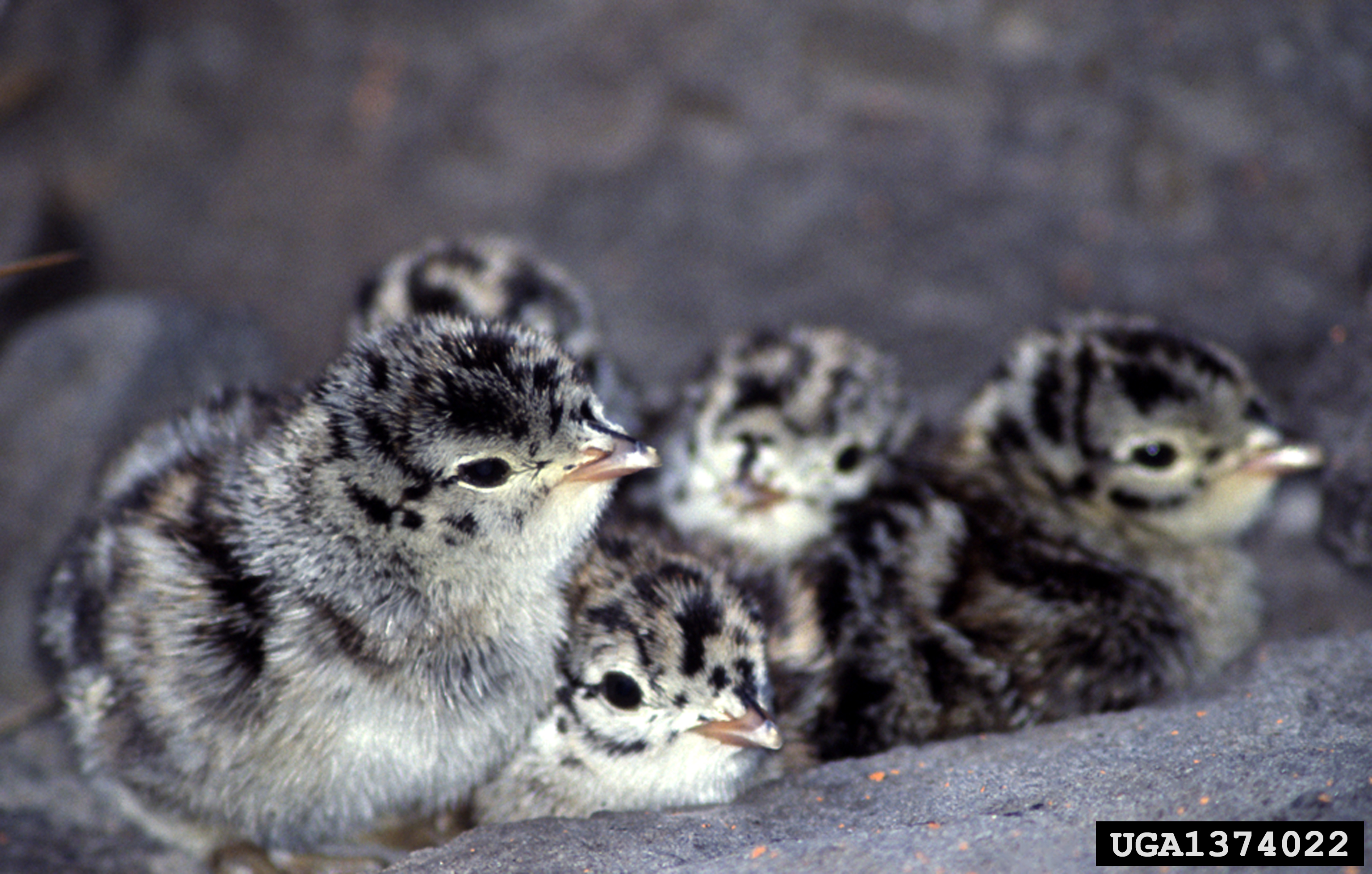
Mláďata tetřívků douglaskových

Někdy koncem března či začátkem dubna tetřívci sestupují z vysoko položených zimovišť do nižších poloh, kde si začnou hledat partnery. Samci pravidelně tokají a počínají si zakládat teritoria, která brání proti ostatním samcům pomocí poskakování, třepotání křídel a rozevírání svého ocasu. Samci poté pátrají kolem ve snaze najít vhodnou partnerku. S tokáním pokračují až do poloviny léta ve snaze nalákat samice, které přišly o snůšku. Tokající samci si často stoupnou na spadlý kmen stromu, spodní stromovou větev či jinou vyvýšenou platformu, čímž umocňují hlasitost svého toku, který se může nést i na kilometry daleko.
Po spáření si samice postaví hnízdo ve tvaru mělkého důlku přímo na zemi, který je obvykle vystlán uschlou trávou, listy a zbytky rostlin. Hnízdo bývá umístěno v křoví, vedle velkého balvanu či spadlého kmene stromu, které poskytují alespoň částečnou ochranu. Ke kladení vajec dochází od března do května, snůška tvoří 7–10 vajec. Inkubuje pouze samice po dobu 18–21 dní. Pokud dojde k zániku snůšky, samice se spáří znovu a dojde k náhradní snůšce, jinak klade pouze jednu snůšku za rok. Rodičovskou péči obstarává pouze samice. Samci zůstávají poblíž, avšak jejich motivací je páření se samicemi, které přišly o snůšku, nikoliv pomoc s výchovou mláďat. K osamostatnění mláďat dochází koncem léta / počátkem podzimu.

### Dožití, predátoři, lov
Může se dožít až 14 let. Mortalita kuřat tetřívků je velmi vysoká následkem vysokého množství predátorů, které ptáci mají. K těm patří liška obecná, kojot, puma americká, medvěd grizzly, medvěd baribal, rys kanadský, rys červený, sobol americký, jezevec americký nebo lasice hranostaj. Z dravých ptáků má tetřívky douglaskové na svém menu mj. orel bělohlavý a orel skalní.
Tetřívci jsou lovní ptáci, kteří jsou oblíbeným terčem amerických i kanadských lovců. Nicméně jejich poměrně časná migrace do vyšších poloh lovcům příliš nepřeje v lovení tetřívků v masivních počtech.

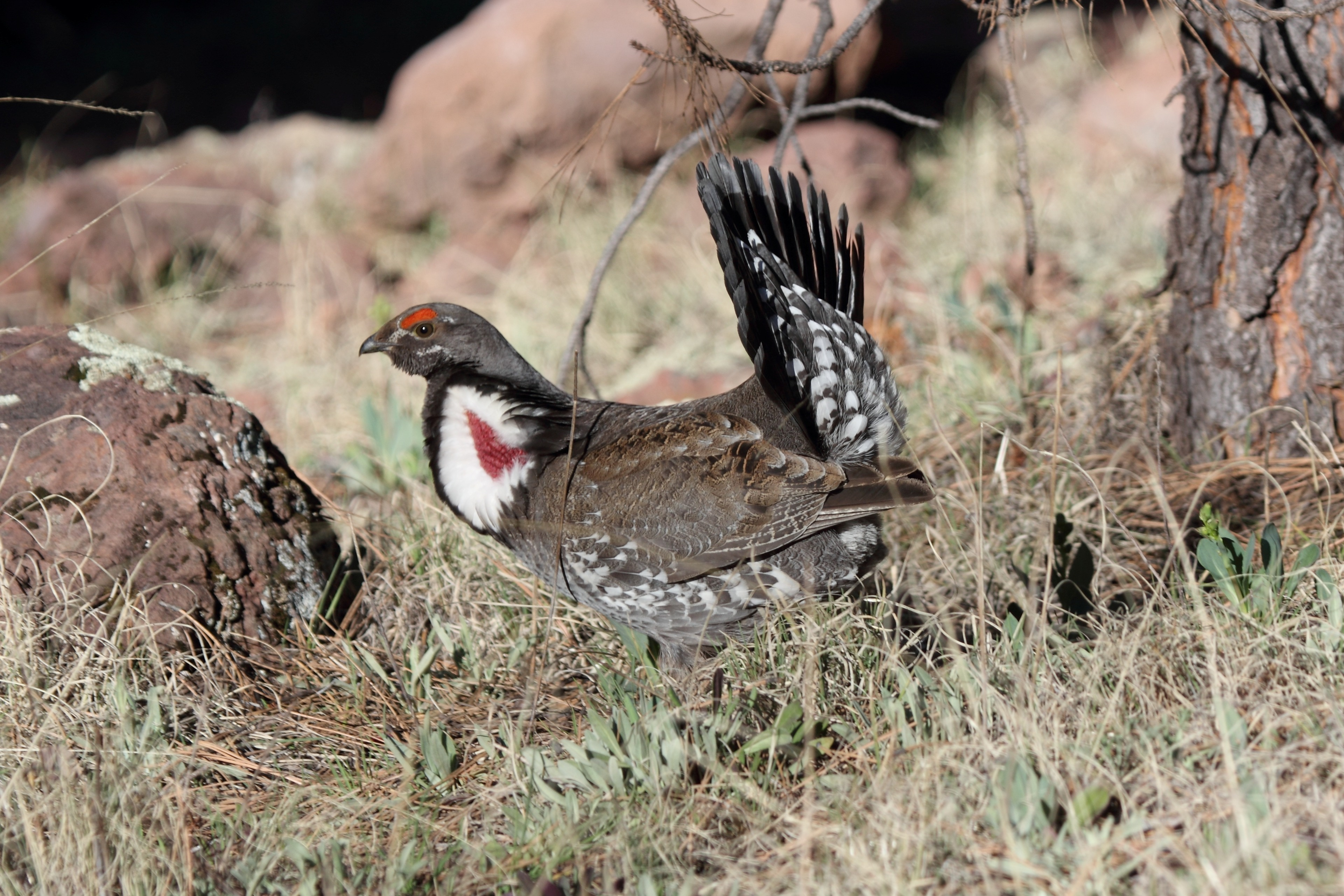
Samec předvádějící své vzdušné vaky i vějířovitý ocas

### Stanoviště a migrace
Vyskytuje se v různých typech biotopů od křovinatých suchých oblastí porostlých osikami a pelyňky po vlhké husté borovicové a smrkové lesy. Letní měsíce často tráví ve vyšších polohách, kde se krmí kobylkami i dalším hmyzem, ovocem a semínky. V podzimních a zimních měsících na rozdíl od většiny ostatních živočichů nesestupuje do nižších poloh, ale naopak stoupá ještě výše až na hranici lesa. Většinu zimy pak tráví hřadováním na stromech, jako jsou douglaska tisolistá nebo borovice pokroucená. V zimních měsících se krmí převážně šiškami a jehličím. Může se vyskytovat v polohách až do 3600 m n. m.
Zimování ve vyšších polohách může být pro tetřívky výhodné v nižším riziku predace, jelikož většina predátorů na zimu sestupuje do nížin spolu s jejich kořistí. Tetřívci svými nezvyklými přesuny tak vykonávají převrácenou výškovou migraci a na rozdíl od drtivé většiny ostatních ptáků nemigrují létáním, ale prostou chůzí. V některých případech tetřívci migrují i pouhých 300 m, což jim vysloužilo zápis v Guinessově knize rekordů coby vykonavatelům „nejkratší ptačí migrace“.

## Rozšíření a populace
Druh se vyskytuje na západě Severní Ameriky od Aljašky a Yukonu na jih až po Kalifornii.
Celkový počet tetřívků se odhaduje na 200 tisíc dospělých jedinců. Jelikož se populace druhu zdá být stabilní a nic ji bezprostředně neohrožuje, Mezinárodní svaz ochrany přírody hodnotí druh jako málo dotčený.